# AB Sjölinjer
Rederi AB Sjölinjer var ett svenskt rederi med huvudkontor i Stockholm verksamt mellan 1954 och 1998. 

## Historik
Rederi AB Sjölinjer föregicks av Firma Sjötransport med samma ägare som Sjölinjer, sjökapten Otto Magnuson, även sjöofficer och sedermera örlogskapten i svenska flottan. Åren 1938–1939 var Magnuson tillsammans med K. O. Boysen ägare av skutan Vega av Klöverön byggd i trä på järnspant om 300 ton med två segel och en 60 hk hjälpmotor. Magnuson och Boysen turades om att vara skeppare på Vega där även Boysens bror var maskinist ombord. Vid god vind kunde Vega komma upp i sex knops fart och exempelvis fraktades från Enköping och Nyköping gula ärtor till Hamburg. Vintern 1938/39 chartrades Vega av Tjusts Trävaruexport för frakt av timmer från skogsavverkning på Gotska Sandön till olika platser på fastlandet med Magnuson som skeppare. Endast en mindre del av ön var sedan 1909 nationalpark och först år 1963 blev hela ön skyddad. Somrarna 1938–1939 var Otto även styrman på Göta Kanalbåten Pallas mellan Göteborg och Stockholm.
I april 1948 startade Magnuson Firma Sjötransport och bedrev styckegodstrafik till och från Stockholm och söderut till olika hamnar längs kusten ner till Kalmar. Sjötransports huvudkontor låg på kajen mitt på Strandvägen i Stockholm. Till en början chartrade Sjötransport m/f Batavia av skeppare Jansson för Stockholm – Norrköping – Kalmarlinjen. 1949 chartrades även m/f Karl Göran av Gryt, m/f Siv och motorseglaren Martin, samt skonaren Jenny av Saltvik. Mellan Stockholm och Kalmar fraktades styckegods i form av järn, säckar med spannmål för sådd och som malet mjöl från Djurö kvarn, tunnor, och vvs-varor samt ost, sprit och mycket annat styckegods tur och retur mellan de olika destinationerna längs kusten. År 1950 införskaffades fartyget Sjötransport I som var ett midskeppsbygge sjösatt år 1876 vid Motala Verkstad och lastade 130 ton. Åren 1916–1917 blev fartyget ombyggt från passagerarfartyg till lastfartyg och sedermera år 1920 ombyggt från ångare till motorfartyg. År 1952 inköptes ett andra fartyg Sjötransport II vilken var en träskuta med stödsegel och mindre lastförmåga. Hela företaget såldes emellertid i oktober 1952 till sjökapten Olof Einar Nordström i Stockholm och i stället startades Firma Sjölinjer med sjötransporter till Gotland och Norrland. När styckegodstrafiken blev mer omfattande ombildades Firma Sjölinjer till Rederi AktieBolaget Sjölinjer . 

## Styckegodstrafik
År 1954 erhöll Rederi AB Sjölinjer statligt tillstånd (koncession) för linjetrafik till Gotland och startade först Gotlandstrafiken till Visby med den chartrade motorsegelskutan Aina av Stora Kornö. Därefter chartrades motorseglaren Morgana av Kråkelund för transporter av byggmaterial till Gotska Sandön samt under en längre tid m/s Tuna av Sannäs. Sedan chartrades Bohuslän av Fisketången och Ewald av Hallsbäck samt Viking av Hamburgsund. Galeasen Ewald av Hallsbäck byggd 1915 i Vlaardingen utanför Rotterdam var en motorseglare på 160 DWT som hade en 120 hk tändkulemotor och ägdes av Lennart Andersson i Hallsbäck på Tjörn. Ewald av Hallsbäck är numera ombyggt till ett skolfartyg med namnet Shamrock vid Skeppsholmen. Utöver dessa fartyg chartrades vid behov även andra fartyg in för specifika laster .
Rederiets mest välkända Gotlandsfartyg under 1960- och 1970-talen var Carlsvik och Ostkust samt Ketty, Mireya och Maj. Tremastskonaren Carlsvik byggd 1919 i trä i Djursvik norr om Bergkvara i södra Kalmarsund var från början ett rent segelfartyg i mångårig trafik på England. Först år 1931 installerades en hjälpmotor för att lättare kunna ta sig in och ut ur hamnarna. År 1961 förvärvade Sjölinjer Carlsvik som lastade 270 ton och satte in henne för lasttransporter mellan Stockholm, Södertälje och Visby samt olika norrlandshamnar fram till år 1964 då hon såldes. På slutet av 1960-talet kortades masterna på Carlsvik för att kunna gå under broarna i Stockholm.  
År 1961 förvärvade Sjölinjer även motorseglaren Ostkust som ursprungligen 1906 var byggt som en seglande järnloggert (utan motor) avsett för fiske i Nordsjön och var med sina två master och bogspröt utrustad med ett flertal segel såsom storsegel, toppsegel, snibb och mesansegel och kunde segla i gott över 8 knop. Med förvärvet av Ostkust till Sjölinjer 1961 ingick även det anrika Rederi AB Halmia från 1936 i rederikoncernen. Ostkust var den mesta tiden utrustad med en 2-cylinders 120 hk June Munktell maskin, lastade 160 DWT och var under många år en trotjänare på linjen mellan Stockholm och Visby. År 1965 installerades dock den 6-cylindriga Albin diesel maskin i Ostkust som tidigare används i Carlsvik. Storseglet användes under de motoriserade fraktresorna oftast som stöttesegel vid sjögång men även vid gynnsam vind för att öka farten och minska bränsleåtgången. År 1966 förvärvade Sjölinjer även m/f Mireya som vid denna tid var ett torrlastfartyg som användes på Gotlandstrafiken fram till 1974 då hon såldes till Barbados i Västindien och ersattes av ett tankfartyg med samma namn, se nedan.
Vid tider med mycket gods såsom salt i bulk till Visby och skrot i retur satte Sjölinjer 1971–1975 även in sitt mindre torrlastfartyg Rex med hemmahamn i Buttle på Gotland vilken fungerade som förstärkningsbåt. Rex var ursprungligen byggd som ångbogserbåt år 1865 vid Akers Mek. Verksted A/S i Christiania, Norge. Som lastbåt hade hon en 2-cylindrig June Munktell tändkulemotor på 100 hk och lastade 130 ton DW. Olastad kunde Rex gå genom Baggensstäket och i Väddö Kanal. I ombyggt skick till fritidsbåt finns Rex ännu kvar vid Skeppsholmen i Stockholm.
Vid mitten av 1950-talet flyttade Sjölinjer huvudkontoret i Stockholm från Strandvägen till Nybrokajen på Blasieholmen bakom Nationalmuseum. Godset förvarades bland annat i de varuskjul på Nybrokajen på Blasieholmen som fortfarande står kvar vid Nybrokajen framför tullhuset bakom Nationalmuseum. På Nybrokajen fanns vid denna tid även två stora lyftkranar på räls som användes för lastning och lossning av godset.
Från Blasieholmen utgick traderna Stockholm - Gotland och Stockholm - Blasieholmen - Sundsvall - Umeå via älven - Skelleftehamn - Piteå - Luleå samt enstaka hamnar norr därom beroende på om något större parti var destinerat dit. På slutet förenklades norrlandsrutten till Stockholm - Umeå samt enstaka hamnar norr därom. Under två somrar hade Sjölinjer även frakttrafik mellan Västerås - Åbo - Helsingfors med transporter av främst jordbruksmaskiner.
Till Gotland fraktade Sjölinjer exempelvis plåt, armeringsjärn, rör, möbler samt ofta en eller ett par personbilar som däckslast. Från Gotland fraktades smidesskrot från lantbruk och försvaret, kalkmjöl från Storugns i säckar, järnvägsräls och plåtklippsrester från LM Eriksson. Sjölinjer trafikerade även Klintehamn och Burgsvik samt med laster av järnskrot till Oxelösunds järnverk. 
I Visby låg AB Sjölinjers kontor och godsexpedition på Holmen, först mot den inre hamnbassängen med det ålderdomliga namnet Katträngen. Sedan flyttades kontoret till Holmens utsida mot den yttre hamnbassängen där det på den tiden fanns en stor lyftkran på räls samt järnvägsspår för omlastning till Gotlands järnväg. En fördel med den yttre hamnbassängen jämfört med den inre var att det var mindre sjögång vid hårda sydvästliga vindar (svingan). Stora kranen, mobilkran och gaffeltruckar användes för lastning och lossning. Besättningen på varje fartyg bestod oftast av fyra till fem personer; skeppare, styrman, matros, maskinist och/eller kockjungman. Kontoristerna svarade för bokföring som levererades månadsvis till auktoriserad revisor. Arbetsuppgifterna på kontoren bestod till stor del av fakturering, kassa, telefonsamtal med kunder och beställningar av lyftkran, järnväg och mycket annat som exempelvis mottagande och utlämning av gods.
Varje vecka var det en rundresa med minst ett, oftast flera, av fartygen där ofta flera olika hamnar anlöptes både på Gotland och på fastlandet. På avgångs- och ankomstdagarna hade kontoren extra bemanning för att alla arbetsuppgifter skulle hinnas med. Flera olika stuveribolag anlitades i de olika hamnarna t.ex. Gotlands Stuveri AB på Gotland och Skeppselevator i Stockholm som specialiserats för mindre tonnage. Stuveriet var från början ett hårt kroppsarbete med tunga lyft och bärande av säckar, rullande av hel- och halvfat och annat gods men senare användes lyftkran och gaffeltryck alltmer som hjälpmedel vid lastning och lossning.
Skeppare och styrman ansvarade för respektive fartygs stabilitet vid lastning, dvs att den tyngsta lasten stuvades längst ner i lastrummen och att lasten blev ordentligt surrad och fastsatt. Mestadels staplades sand, grus, spannmål, cement mm. i säckar och vätskor i fat inuti lastrummen medan det för lösvikt sattes in längsgående slingerskott i lastrummen för att förhindra lastförskjutning. En av rederiets specialiteter var så kallat farligt gods och kännetecknades av en röd flagga i masten. Det "farliga godset" bestod mestadels av dynamit till Gotlands kalkbrott, gasol och  flygbensin i fat, syror i stora flaskor, färg och mycket annat smått som stort.
Vid början av 1970-talet flyttades huvudkontoret från Nybrokajen på Blasieholmen bakom Nationalmuseum till mitten av Hammarbykajen med adressen: AB Sjölinjer, Norra Hammarbyhamnen, kajplats 28, 11641 Stockholm. Det nya kontoret bestod av ett tegelhus samt ett mindre trähus inköpt av SJ och låg nedanför förlängningen av Malmgårdsvägen. Stora lyftkranar på räls användes för lastning och lossning med hjälp av krok och polygrip för hantering av järnskrot. En full last med smidesskrot motsvarande 11 järnvägsvagnar i volym. Tegelbyggnaden som inrymde Sjölinjers kontor i Norra Hammarbyhamnen i Stockholm finns inte längre kvar men låg i området vid det som numera utgör Anna Lindhs park.
På en av alla vinterresor från Visby till Stockholm via Storugns i Kappelhamnsviken råkade Ostkust på luciamorgonen i december 1965 ut för ett maskinhaveri vid norra delen av viken i stark nordostlig vind med snöbyar och hög sjö. Vid maskinhaveriet blev Ostkust drivande och strandade i kraftiga vågor upp på grundet Västöbod invid pallkanten på Kappelhamnsvikens västsida, slogs läck och blev stående på en och en halv meters vattendjup med 45 graders babords slagsida. Ostkust bärgades på våren efteråt av Nyköpings varv men var såpass illa tilltygad att det inte längre ansågs lämpligt att nyttjas i fraktfart över Östersjön.
Efter förlusten av Ostkust förvärvade Sjölinjer 1966 järnloggerten Nostra sjösatt 1895 (numera seglande Vegesack med hemmahamn i Bremen) och år 1968 m/s Ketty. Fartyget Ketty byggd 1908 vid J. Frerichs & Co i Einswarden i Tyskland, var liksom Nostra och Ostkust, ursprungligen en välseglande järnfiskeloggert avsedd för sillfiske på Nordsjön, och hade ett något fylligare skrov än Nostra. Från slutet av 1800-talet fram till slutet av 1930-talet var loggertfisket en av de viktigaste matproducerande näringarna i Europa och fartygen låg i regel ute och fiskade på Nordsjön med bomullsgarn hela säsongen tills lastrummet var fyllt av rensad, saltad och i tunnor paketerad sill. Redan år 1946 hade Ketty utrustats med en 2-cyl. tändkulemotor på 220 hk vilket gav en toppfart på 9 knop med last och år 1954 modifierades hon från motorgaleas till motorfartyg och förlängdes med 5 m. Ketty lastade 195 ton och hade 160 bruttoregisterton. Sedan Ketty ersatt Oskust på styckegodstrafiklinjen mellan Stockholm och Visby var hon mellan åren 1969 och 1974 en välkänd profil i hemmahamnen Visby.
Under 1970-talet infördes standardiserade containrar för fartygstransporter och när ISO-containern på lastbilstrailers slog igenom minskade gradvis efterfrågan på styckegodstransporter. Från och med 1970 fick dessutom Rederi AB Gotland (Gotlandsbolaget) årliga statliga subventioner för passagerartrafik och även för gods till Gotland men delade till en början med sig en mindre del av dessa statliga medel till Sjölinjer för att slippa hantera det farliga godset och enbart frakta vanligt gods. Subventionerna tillsammans med införandet av Ro-pax-fartyg som kombinerade både passagerare och trailers gjorde de traditionella styckegodstransporterna alltmer konkurrensutsatta. 
År 1974 såldes m/f Ketty till en ny gotländsk ägare men Sjölinjer hade fortsatt koncession för Gotlandstrafiken med nyförvärvet m/f Maj, ursprungligen byggd på Eriksberg varv i Göteborg år 1896 och gjorde 12 knop med Sjölinjers nyinstallerade högvarviga Caterpillar-maskin. Efter att i mer än ett år ha gått Stockholm - Visby med gods tur och retur ankom m/f Maj den 9 juli 1975 med sin sista last av dynamit till Visby och gick sedan tom tillbaka till Stockholm. Styckegodsepoken var till ända. Därefter överläts även transporterna av farligt gods till Rederi AB Gotland eftersom linjen ansågs alltför olönsam. m/f Maj blev upplagd tills år 1979 då hon såldes till Janchart AB med Gripenstam som ägare och blev inskriven i Sjöfartsregistret 6/5 1982.

## Oljetransporter
Under 1970–1980 talen var oljetransporter mellan olika depåer på Gotland och i Stockholms och St Annas skärgårdar vanligt förekommande. Från början och mitten av 1970-talet lade Sjölinjer gradvis om verksamheten, från lastfartyg för styckegods till tankfartyg för oljetransporter med förvärven av m/t Pärlan 1972 och m/t Mireya 1973.  
För frakt av råolja som pumpades upp på östra Gotland och skulle transporteras till raffinaderi på fastlandet lastades på torrlastfartyget m/f Maj en stor container med hjälp av en fast lyftkran i den inre hamnen av Visby och lossades med en likaledes fast lyftkran i Hammarbyhamnen i Stockholm. Senare blev volymerna större och ett oljetankfartyg anlitades. Oljefyndigheterna på Gotland var dock inte av Texas-dimension så de upphörde så småningom. 
Fartyget m/t Pärlan förvärvat 1972 var ursprungligen byggt 1937 vid Ekensbergs Varv i Stockholm för frakter på Göta Kanal. Fartyget visade sig dock ha svårt att passera slusströsklarna så hon förlängdes istället med 5 meter för att sättas in i Östersjötrafik. Pärlan var från början utrustad med en 200 hk Nohab (Nydqvist & Holm AB) diesel vilken senare ersattes med den 365 hk Caterpillar turbodiesel med elstart som används i m/f Maj.
År 1973 förvärvade Sjölinjer även tankfartyget m/t Mireya byggd 1948 för trafik i Spetsbergen för Norske Esso med bränsle till kolgruvorna. Tankfartyget m/t Mireya ersatte det äldre torrlastfartyget m/f Mireya som sålts till Barbados och sedermera lades upp i Grenada i Västindien. m/t Mireya var utrustad med en 6-cylinders 2-takt Wichmanndiesel från Rubbestadneset i Norge på cirka 500 hk och hade en marschfart på 10 knop med sitt smäckra skrov.

## Sprittransporter
Under 1980-talet förnyades återigen Sjölinjers och Halmias transporter och lasterna utgjordes därefter huvudsakligen råsprit, finsprit och teknisk sprit för AB Vin & Sprit mellan Stockholm, Åhus, Falkenberg, Sundsvall och Hörnefors med tankfartygen m/t Mireya, m/t Pärlan och m/t Mia. Hemmahamn var Vin & Sprits kajer i Stockholm, först vid Reimersholme på 70-talet, och senare i Årstadal på 80-talet. Under 1900-talet var vintrarna kallare än idag med mycket is även i södra Östersjön vilket medförde hårt slitage på fartygsplåt i skroven, propellrar och maskiner. Vintertid (januari-mars) fick fartygen ofta läggas upp på grund av alltför tjock isbildning och nedisning i Östersjön.  
Förutom de reguljära destinationerna mellan Stockholm, Åhus, Falkenberg, Sundsvall och Hörnefors hade Mireya och Pärlan även spritlaster till och från Pansio i Finland, teknisk sprit från Sarpsborg i Norge och finsprit från Stettin i Polen.     
Under 1980 och fram till slutet av 1990-talet var förutom Pärlan och Mireya, även Sjölinjers m/t Mia välkända profiler i Årstadal och i Åhus hamn. Mia som förvärvats av Sjölinjer i slutet av 70-talet var byggd i Danzig 1923 och gjorde 8 knop med last och 9 knop på lätten, och var utrustad med en 6-cylinders 4-takt June Munktell (JM) lågvarvig tungdiesel som startades med hjälp av tryckluft. Tryckluften laddades med kompressor i två stora tuber i maskinrummets förkant, endera med huvudmaskinen före stopp eller med en Penta diesel hjälpmaskin som även drog lastpumpen i andra änden.  
Råspriten innehöll cirka 70 procent alkohol medan finspriten var 96-procentig och den tekniska spriten 99,8 procentig. Råspriten som innehöll finkel tillverkades på Gärdsbränneriet Nöbbelöv och destillerades i fabriken i Åhus som bland annat tillverkade vodka med varumärket Absolut Vodka. Finsprit tillverkades tidigare av potatis men numera endast av vete. Den 99-procentiga tekniska spriten var en biprodukt från cellulosafabriker och pappersbruk t.ex. i Hörnefors, Skutskär, Svartvik och Sarpsborg i Norge. Spritfabrikerna både vid Reimersholme och i Årstadal är numera rivna och områdena vid kajerna bebyggda med bostadshus.
Hösten år 1993 gick den sista tankbåtsresan med råsprit från Åhus till Stockholm med m/t Mia. Därefter fortsatte sprittransporterna till AB Vin & Sprit i Stockholm ett antal år med många tankbilar istället för med båt. År 2008 sålde slutligen svenska staten AB Vin & Sprit till det franska företaget Pernod Ricard som övertog tillverkningen i Åhus.

## Passagerartrafik
År 1974 chartrade Sjölinjer det grekisk-registrerade kryssningsfartyget Artemis för Hangökryss AB tillsammans med Ånedinlinjen och satte in det på kryssningar på linjen Stockholm - Hangö - Visby med tax-free shopping, restaurang, dans, pool och solbad inklusive 6 timmars hamnbesök på Hangö i Finland och två dagar i Visby. Det 95 m långa kryssningsfartyget byggt 1944 på Lake Washington Shipyard, Lake Washington, USA var ursprungligen ett tenderfartyg för US Navy och var utrustat med fyra Fairbanks dieslar vilket gav en marschfart på 18 knop. I början av 60-talet byggdes fartyget om till kryssningsfartyg och användes först för kryssningar i Medelhavet med Pireus som hemmahamn och sedermera kryssningar i Östersjön . 
Mellan åren 1976-1985 bedrevs utöver de ordinarie spritfrakterna under vinterhalvåret även passagerartrafik sommartid med m/t Mireya till nationalparken Gotska Sandön från Nynäshamn och från Visby genom bolaget Sandökryss AB. Naturvårdsverket och Sjöfartsverket gav årliga tillstånd för trafik med högst 87 passagerare mellan Nynäshamn och Sandön. För ökad stabilitet var fartyget sommartid lastat med barlast i form av långa kättingar i botten av tankarna. Från slutet av maj till början av september gick reguljära turer lördagar, söndagar och onsdagar. Extraturer med Mireya gick till Sandön från Visby bland annat i samband med midsommarfiranden.  
Båtturen Nynäshamn-Sandön tog 5 timmar och kostade 150 kr t.o.r. med lunchservering på utresan och middag på hemresan. De vanligaste maträtterna ombord var stekt flundra med kokt potatis och remouladsås samt köttbullar med potatismos. Avgifter för boende på ön och statlig serviceavgift tillkom. Bagaget stuvades på hyllor under backen i fören. 
De flesta passagerarna var frilufts- och naturmänniskor samt fältbiologer, fågel- insekts- och sälskådare som åkte med turen på lördag morgon från Nynäshamn och stannade över natten på Sandön med returresa på söndag eftermiddag vilken passande med kvällståget från Nynäshamn kl. 22 till Stockholm. Några av passagerarna stannade även på ön en halv eller en hel vecka. För övernattning på Sandön fanns flera olika alternativ; barack eller stuga vid fyrplatsen alternativt tält vid lägerplatsen som var under uppbyggnad. 
Ankring med Mireya skedde oftast tre-fyra timmar utanför båthuset strax öster om Bredsands udde då det var praktiskt för passagerarna att använda cementgången upp till fyrbyn och lägerplatsen. Vid hård västlig vind ankrades istället närmare stranden vid den djupare nordöstra sidan vid Las Palmas. Vid hårda ostliga och nordliga vindar skedde ankringen även på andra platser runt ön där sjögången var som lägst, exempelvis vid Västra stranden eller på södra sidan av ön vid Franska bukten. Detta medförde att passagerarna fick en längre promenad över ön till fyrbyn på norra sidan ön medan bagaget transporterades med traktor och vagn av tillsyningsmännen. 
Med hjälp av Mireyas två stadiga livbåtar som äntrades med hjälp av replejdare med breda steg från relingen tog läktringen av passagerarna minst en och en halv timme beroende på sjögången och antalet passagerare. Den ena livbåten användes för passagerarna och den andra för bagaget. De båda tillsynsmännen som var bosatta på ön tog emot och guidade passagerarna till rätt plats.
Vid några tillfällen hade Mireya tjänstegods till ön såsom byggmaterial, glasmontrar till uppbyggnaden av museet i skolbyggnaden, motorsågar, reservdelar till traktorer och verktyg emedan förplägning vanligen gick via kustartilleriets båtar från Fårösund. Efter 1985 överläts Sandö-trafiken till det konverterade f.d. kustartillerifartyget m/f Hyna eftersom linjen ansågs olönsam.

## Försäljning och avveckling
Under slutet av 1900-talet blev ekonomistyrning och logistik med minimalistisk lagerhållning på modet och företagstrenden var att skicka mindre volymer av gods snabbare med t.ex. många lastbilar i en mer kontinuerlig ström istället för som tidigare med större volymer mer sällan via etablerade sjötransporter. Logistiktrenden drevs av den nya just-in-time ekonomin där lagerhållning ansågs kostsamt. Denna typ av ekonomistyrning med fokus på IT påverkade även rederinäringen och kustsjöfarten, speciellt i Sverige, på så sätt att det behövdes färre lasttransporter till sjöss. Inhemsk sprittillverkning och beredskapslager i form av exempelvis sprit och olja ansågs dessutom inte längre behövas i Sverige. 
Den nya formen av logistik och ekonomistyrning påverkade även efterfrågan på Sjölinjers lasttransporter som blev alltmer olönsamma och sällsynta varför en stegvis neddragning ansågs nödvändig. Först ut till försäljning av de kvarvarande tre tankfartygen var m/t Mireya som år 1992 såldes till Bunkerservice i Stockholm. Sex år senare var det dags för m/t Mia som tillsammans med bolaget Sjölinjer år 1998 såldes till Senegal i Afrika dit hon gick för egen maskin via Biscayabukten. Samma år såldes även m/t Pärlan till Alpha Shipping Ltd i Gibraltar och hamnade sedermera under Belize flagg i Senegal i Afrika. Efter försäljningen och transporten till Afrika omdöptes m/t Pärlan till Fatoumata Ka Va. Rederi AB Halmia såldes sedermera till ett svenskt rederi i Sölvesborg.

## Galleri

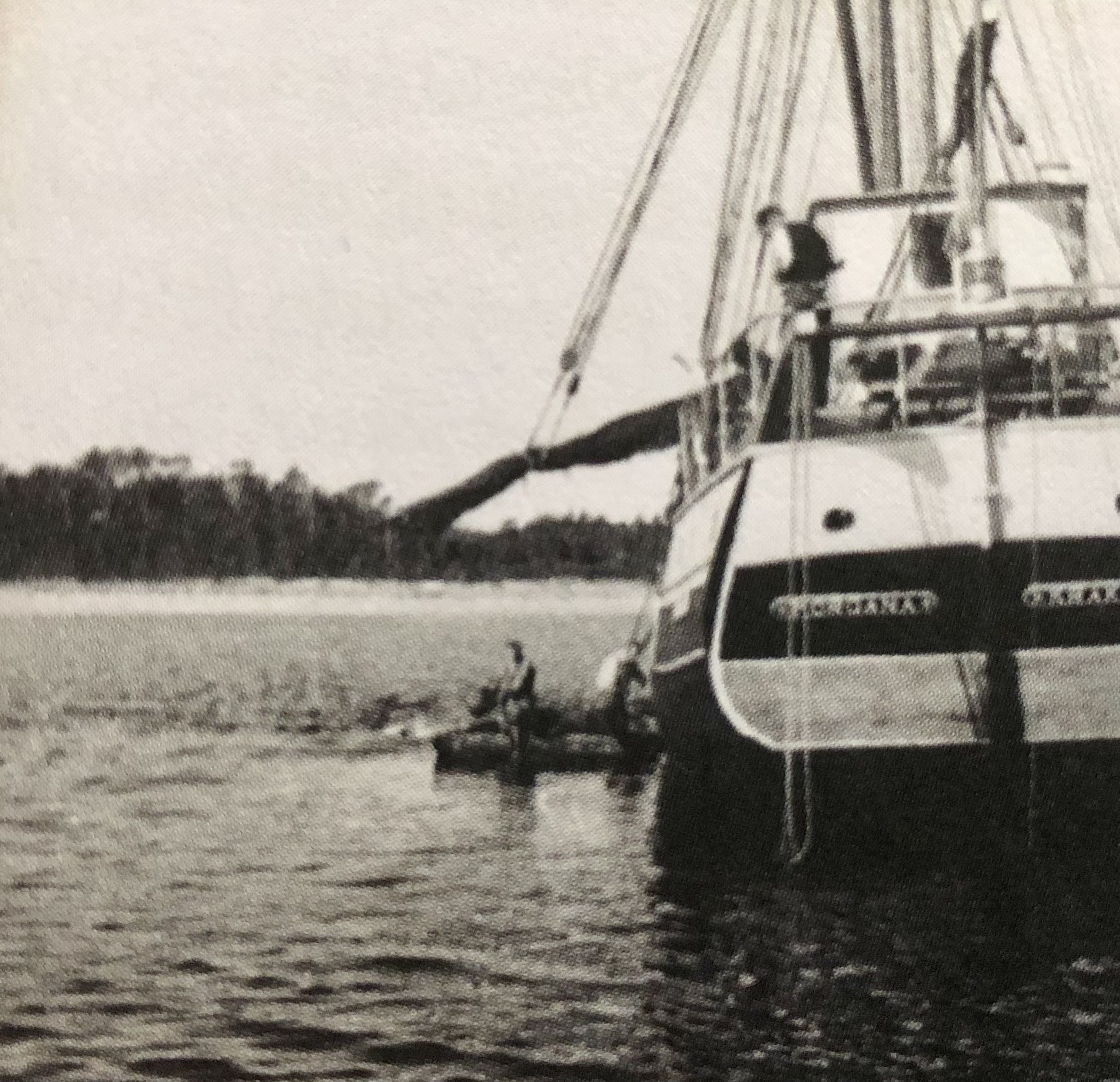
Motorseglaren Morgana av Kråkelund lossar byggmaterial vid Gotska Sandön på 1950-talet.
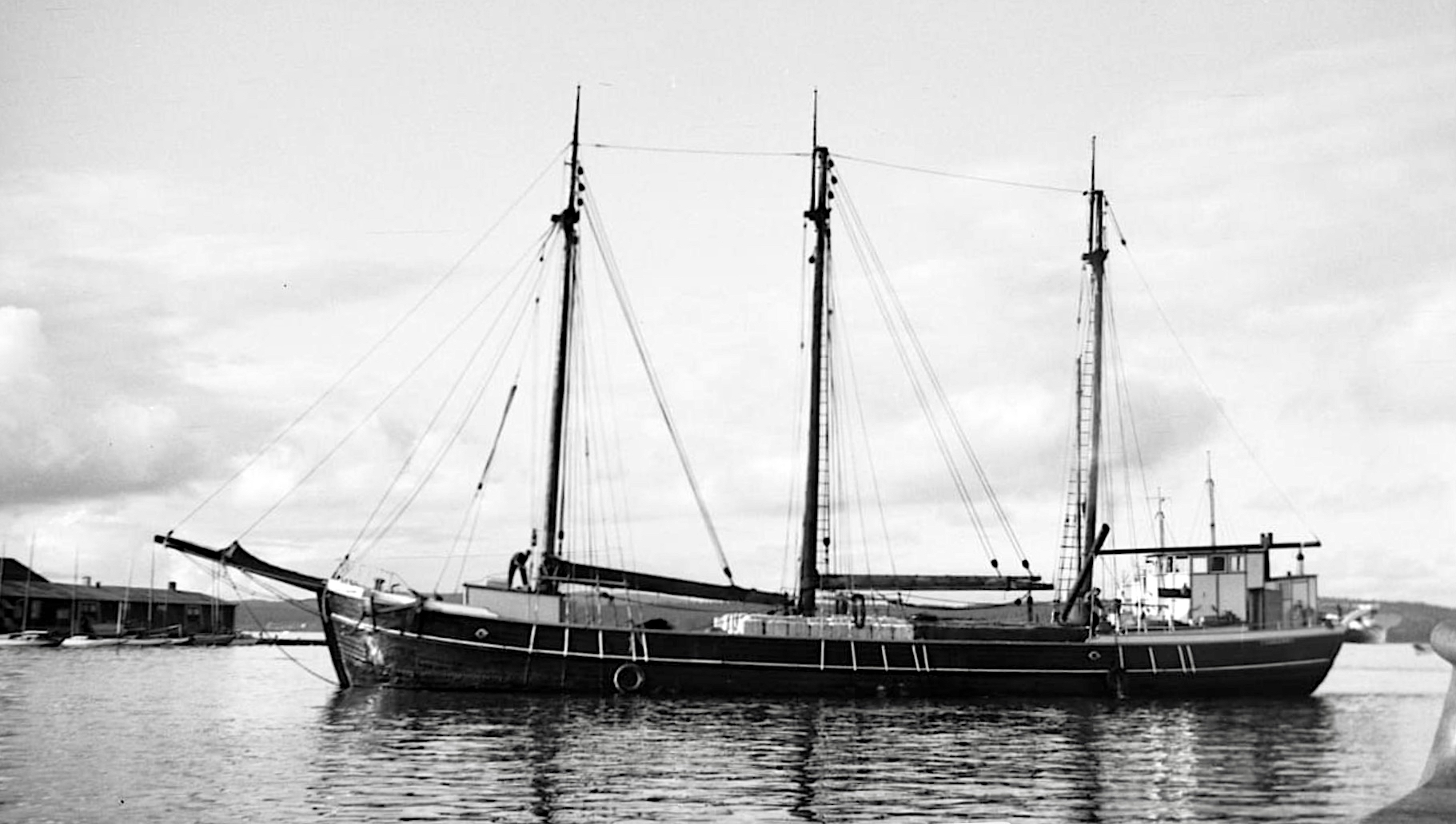
Tremastskonaren Carlsvik med hjälpmotor.
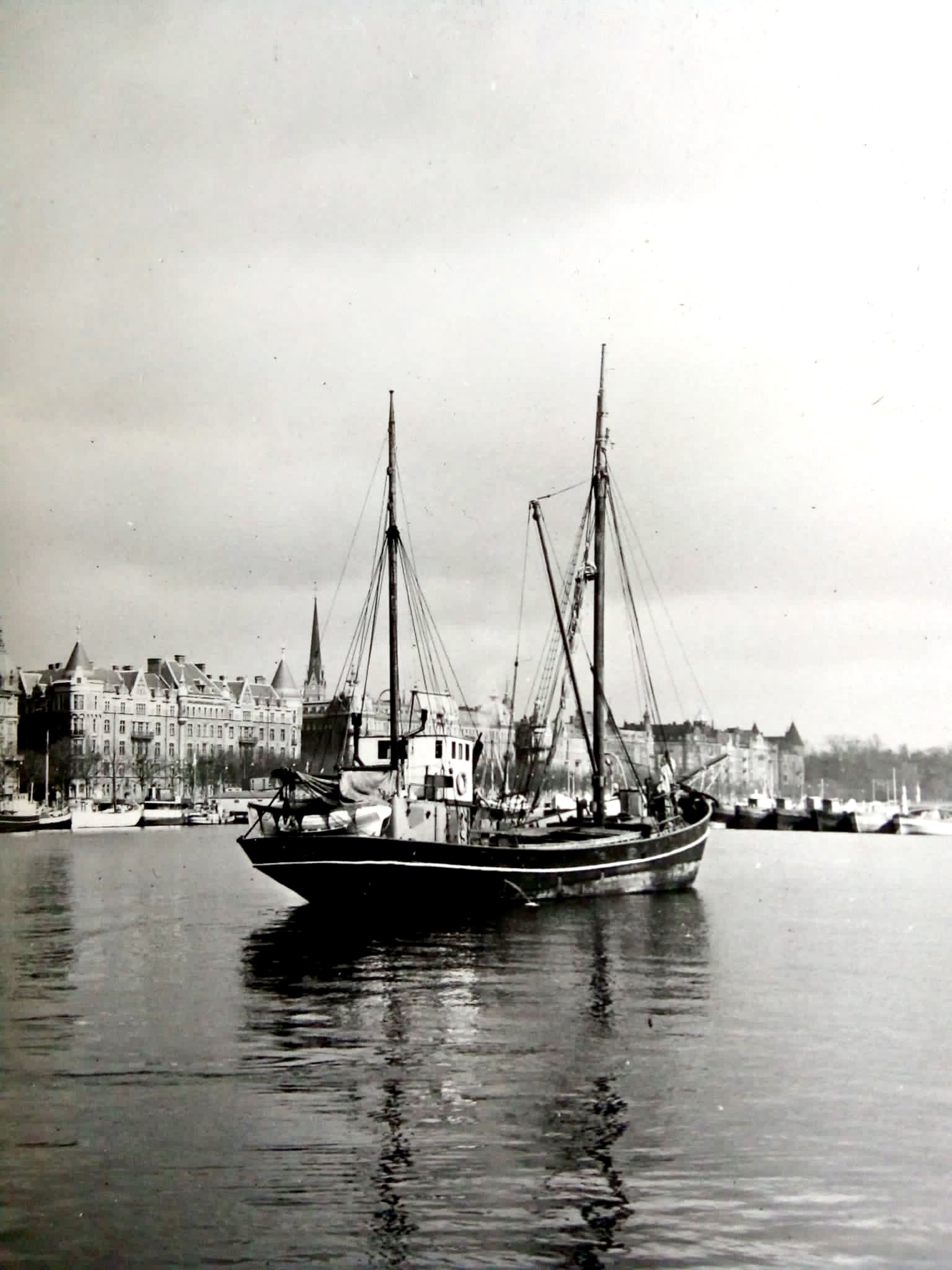
Motorseglaren Ostkust med beslagna segel utanför Strandvägen i Stockholm.
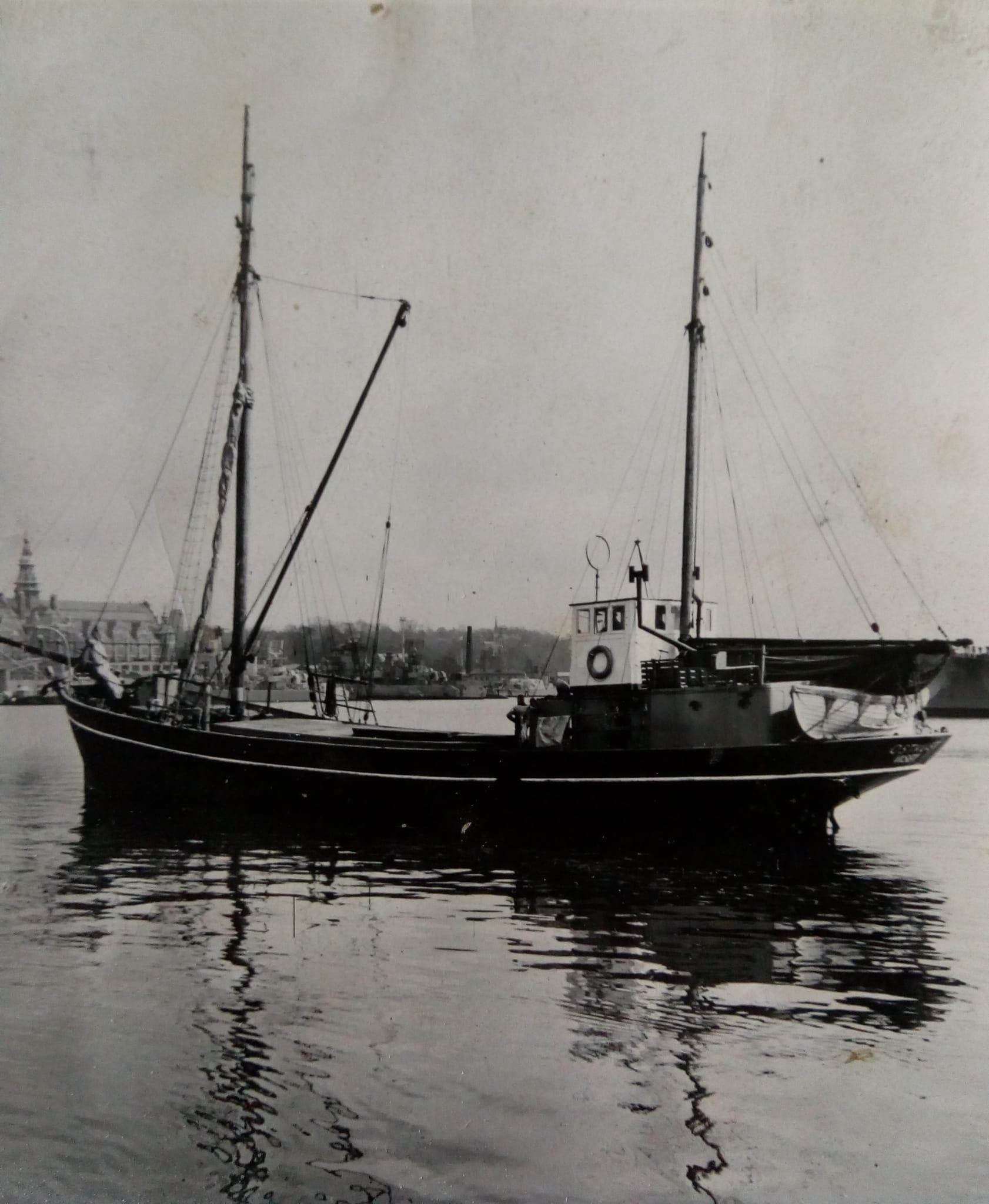
Loggerten Ostkust utanför Blasieholmen i Stockholm.
Carlsvik, Ostkust och Viking i Visby inre hamn.
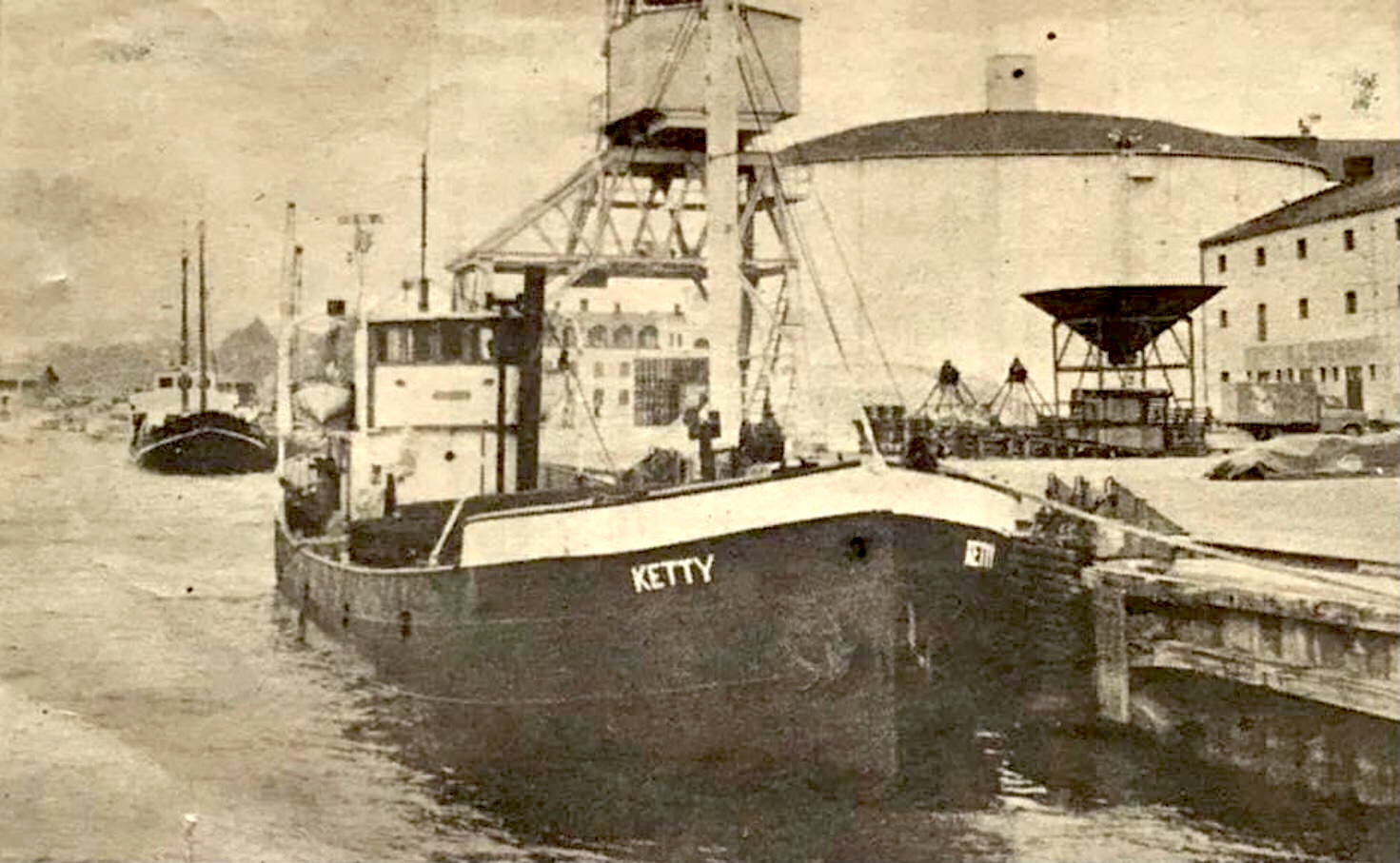
m/f Ketty lastad i Visby hamn.
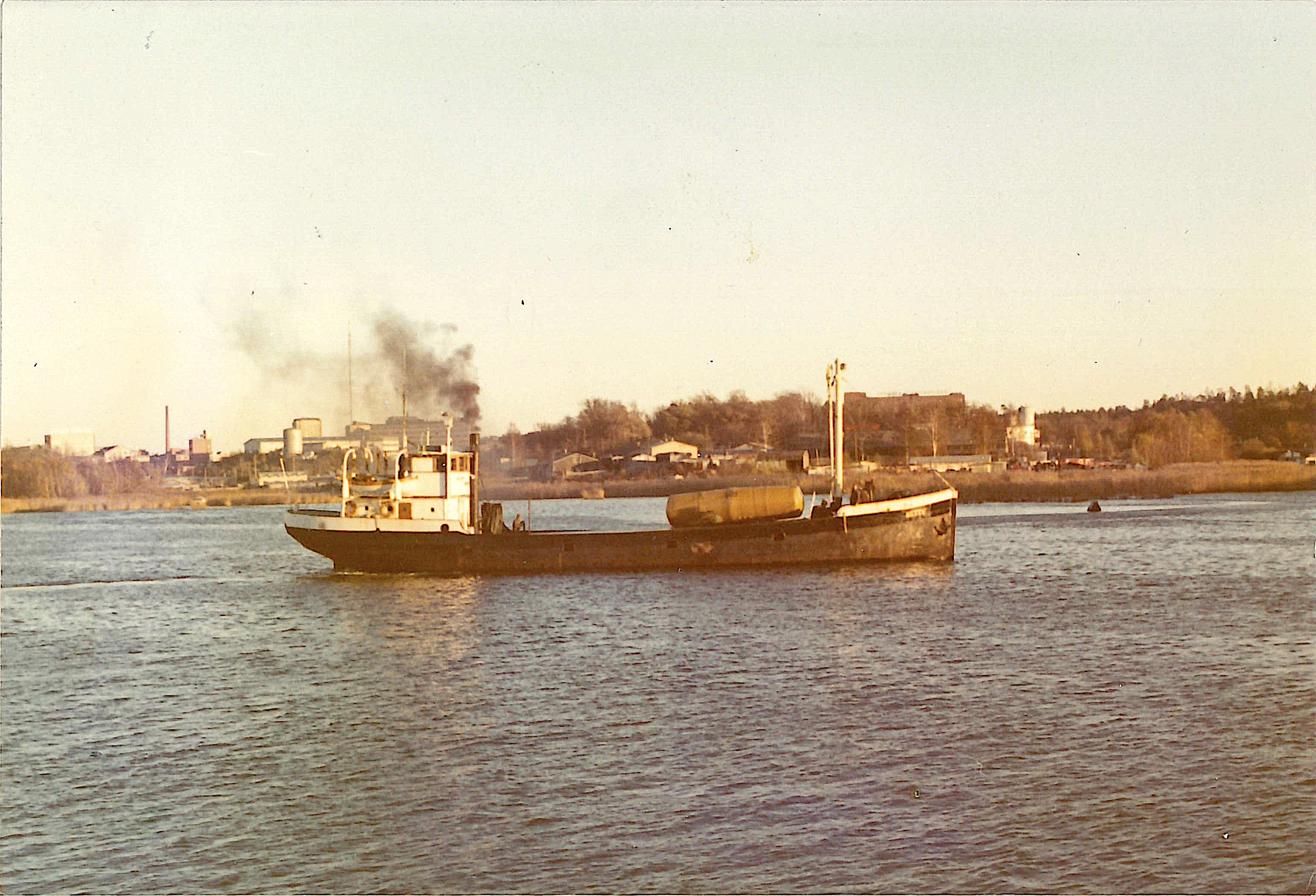
m/f Ketty manövrerar i Hammarby med en tank med gotländsk råolja som däckslast.
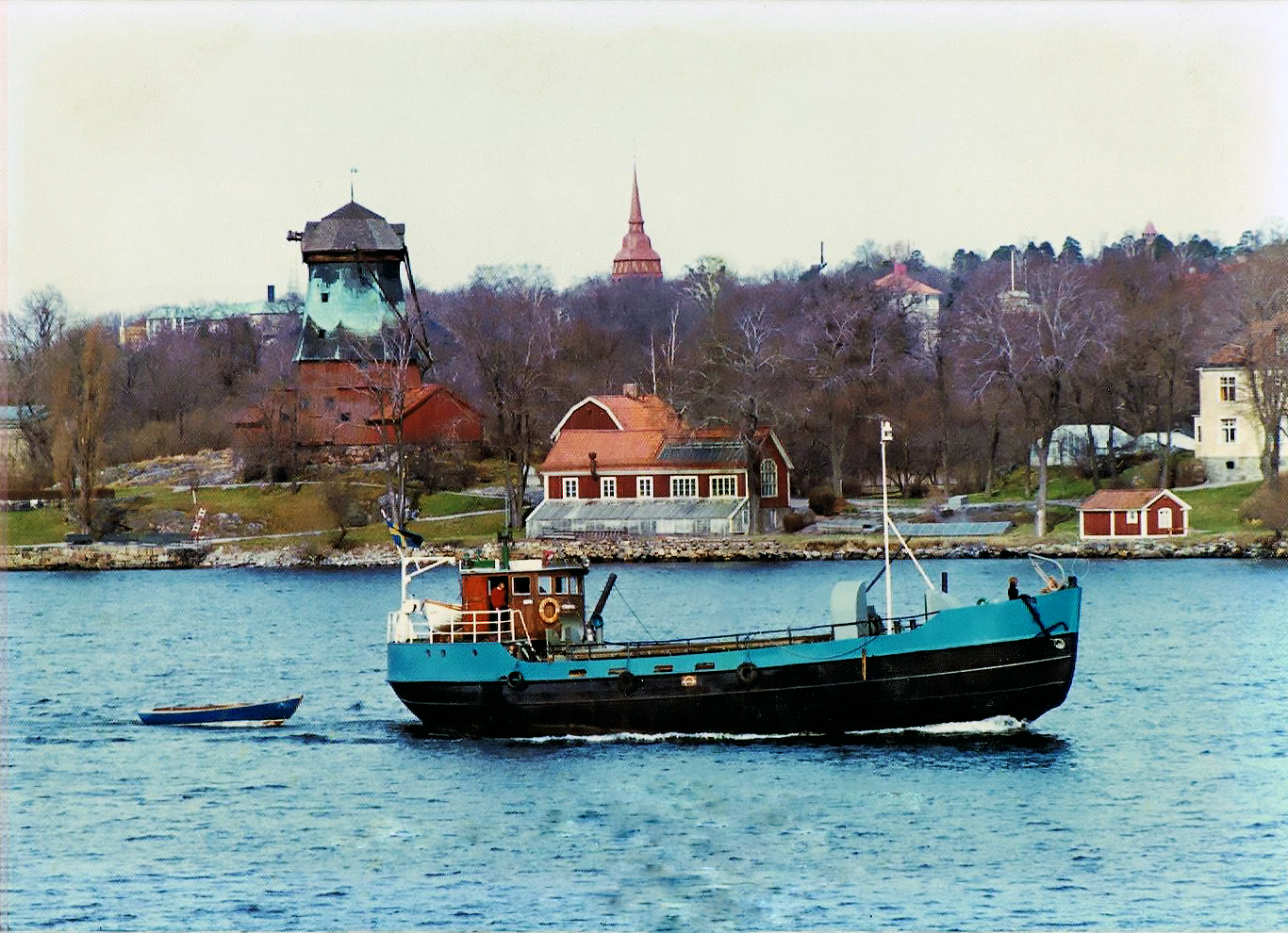
Lastbåten Rex passerar Waldemarsudde i maj 1973 bogserande stjärnbåten Sagitta.
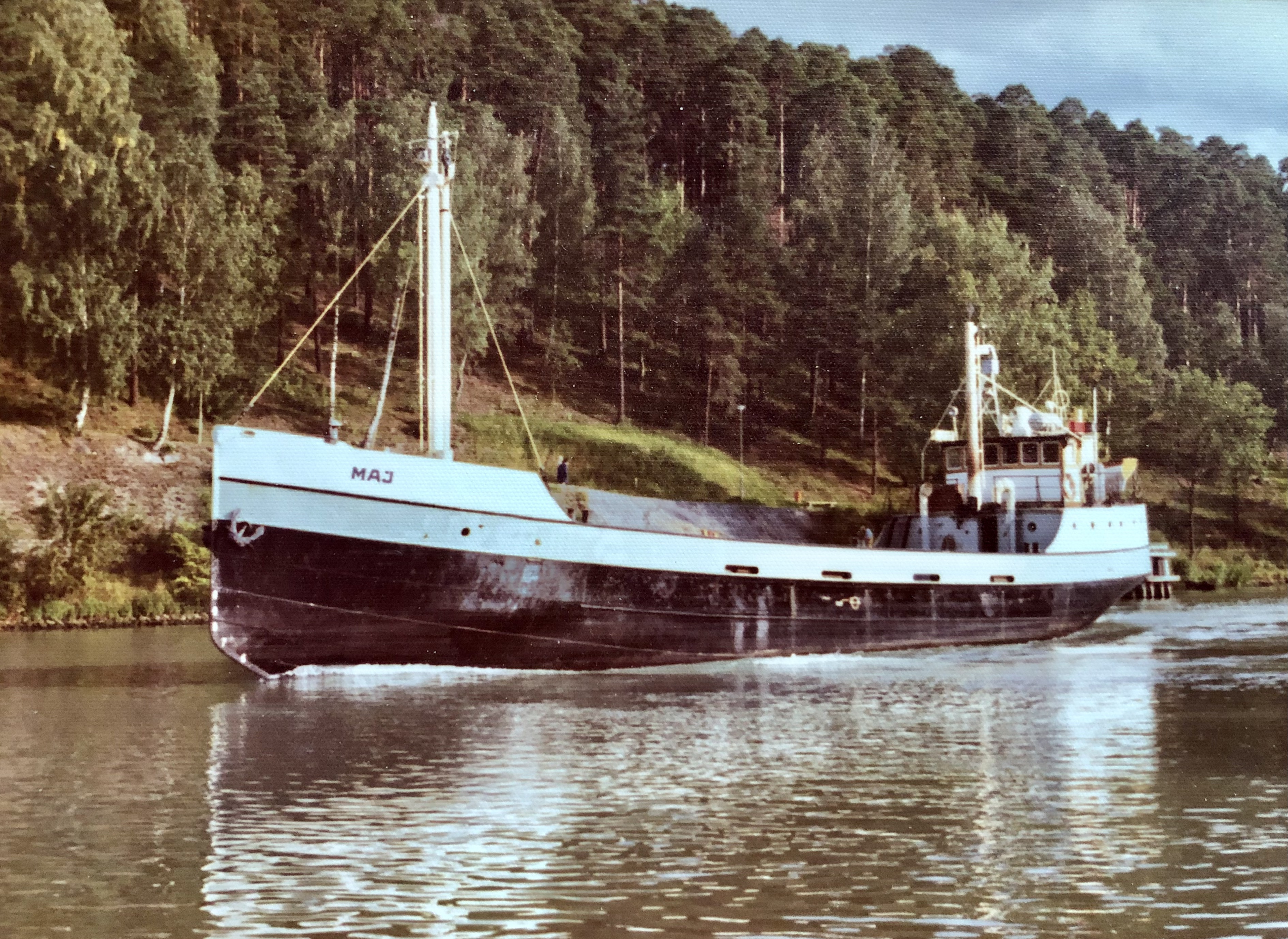
m/f Maj under gång på lätten.
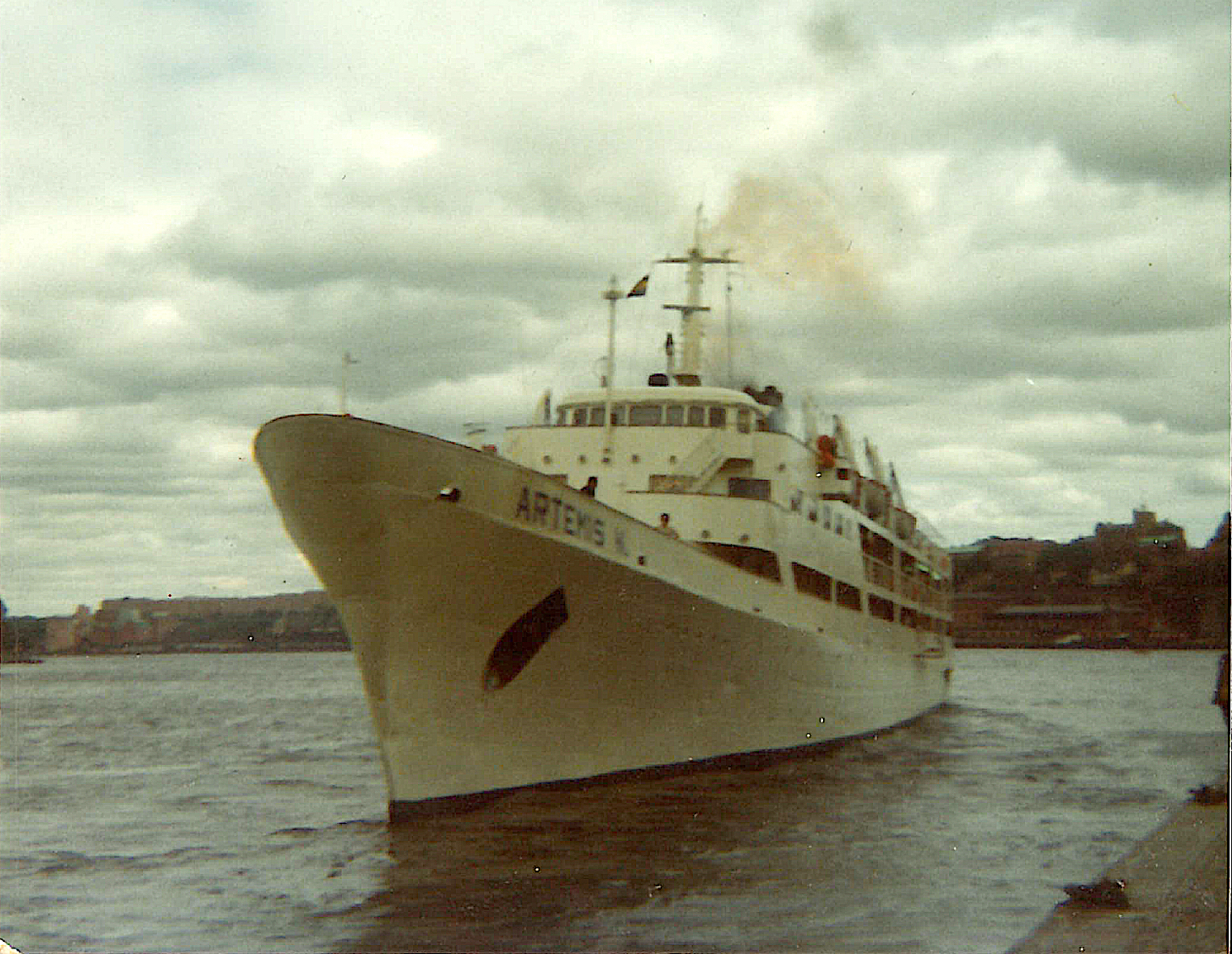
Kryssningsfartyget Artemis vid Skeppsbron på en av turerna till Hangö och Visby år 1975.
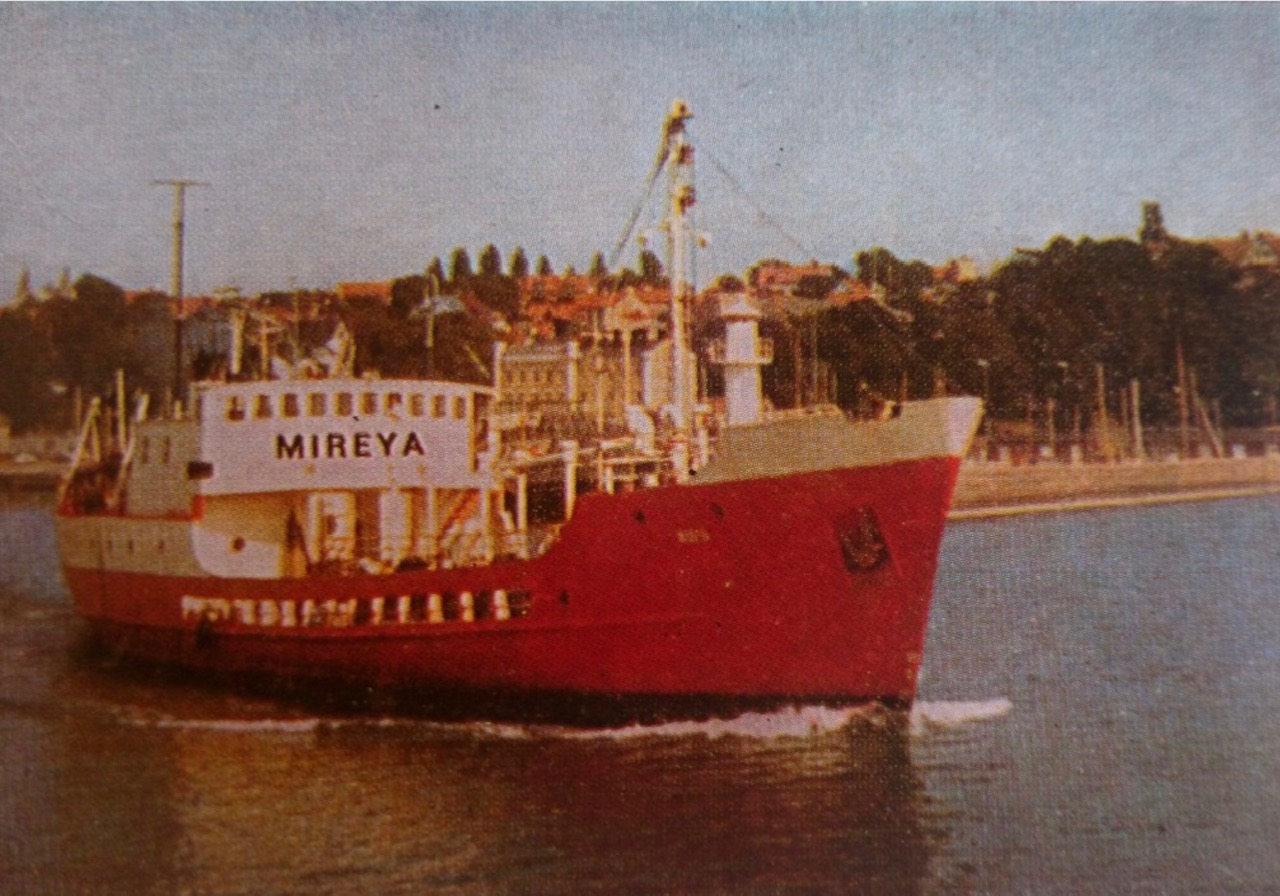
m/t Mireya utanför Visby på 1980-talet.
Redaren Otto Magnusson på m/t Mireya i Hammarbyleden i närheten av Danviksbron i oktober 1980 [22].
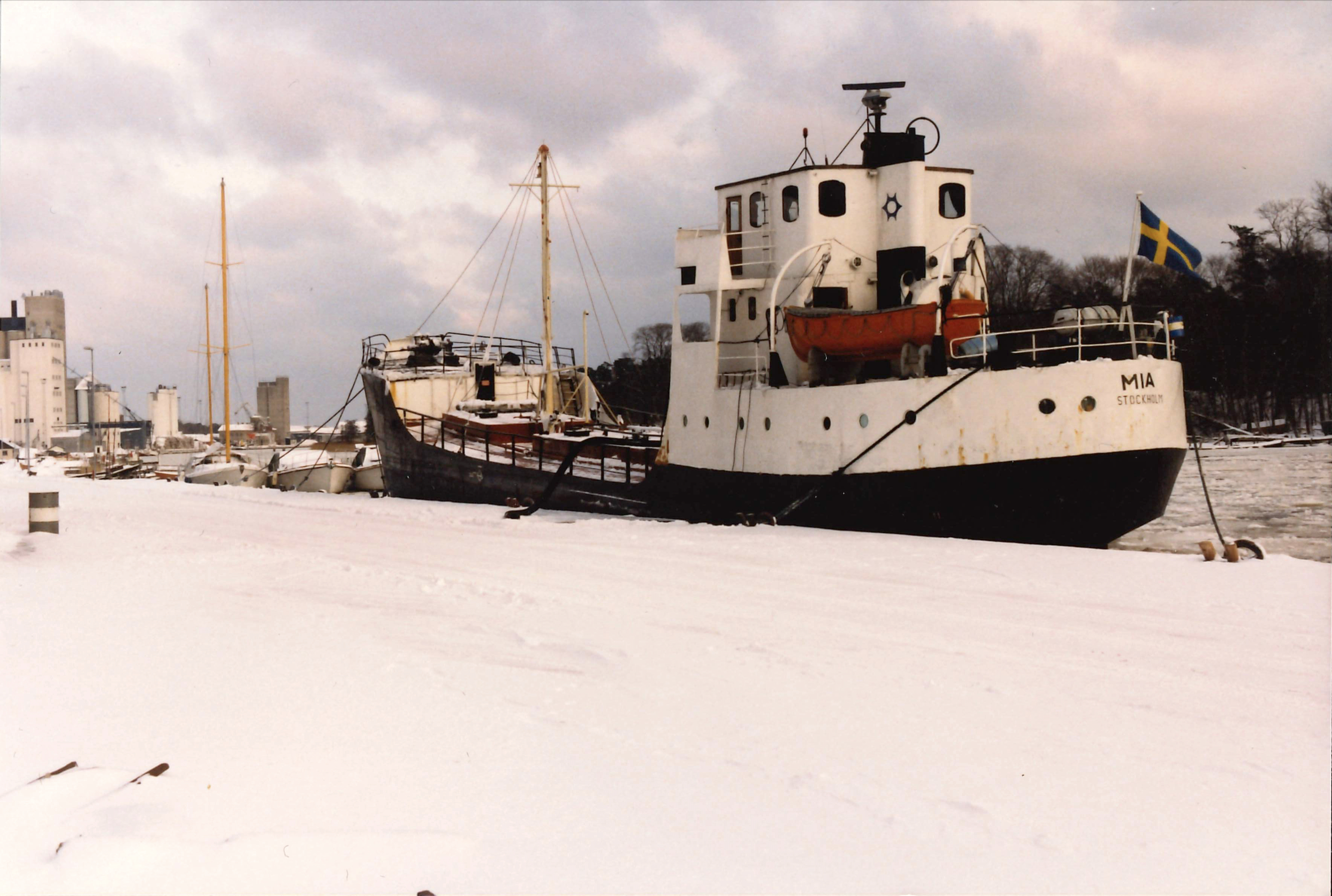
m/t Mia i Åhus hamn för lastning av råsprit hösten 1986.
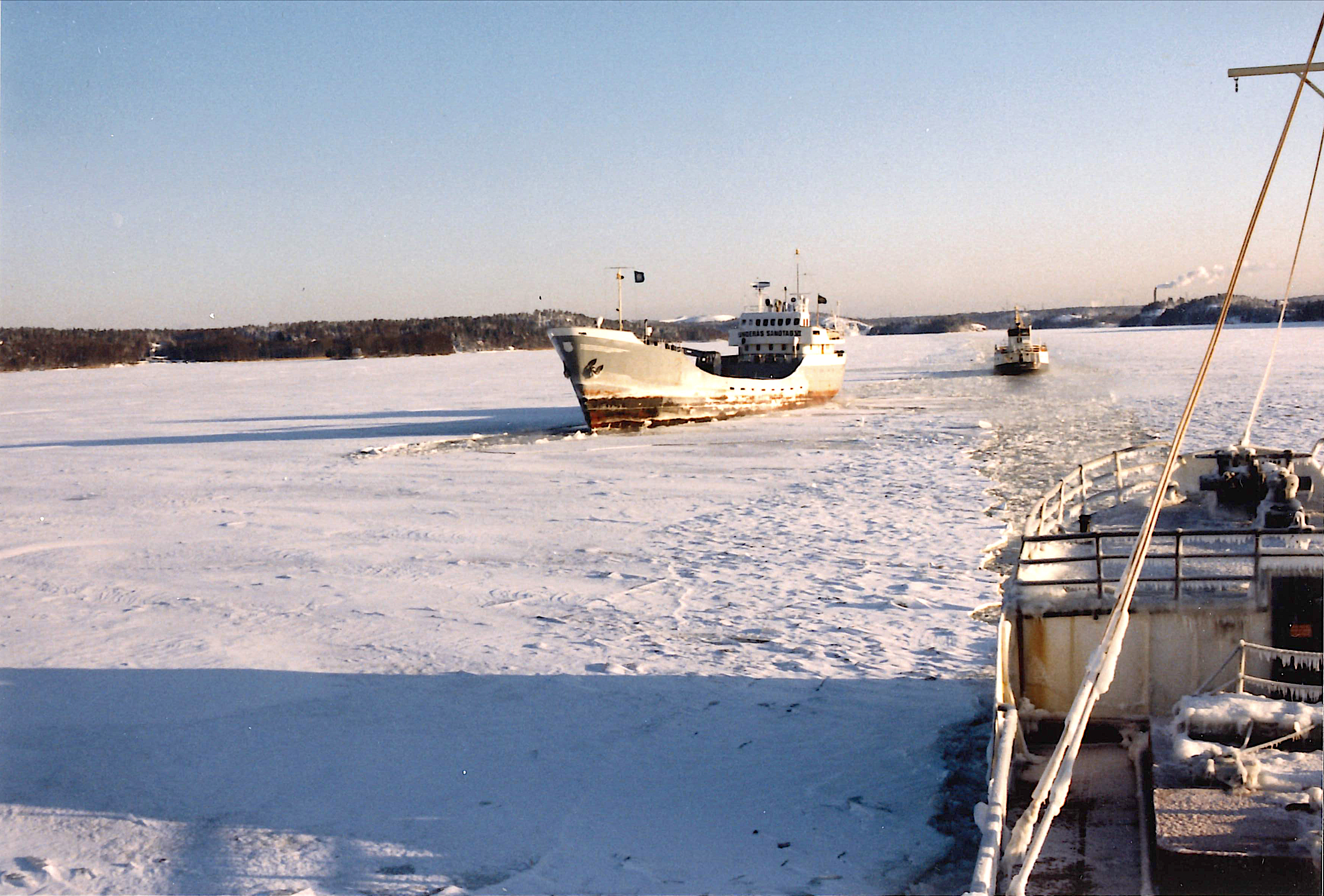
Möte på Mälaren med fartyget Underås Sandtag isvintern 1986/87.